# Vireo pallens
El vireo de manglar (en Costa Rica y Honduras) (Vireo pallens), también denominado vireo de los manglares (en Nicaragua) o vireo manglero (en México), es una especie de ave paseriforme de la familia Vireonidae perteneciente al numeroso género Vireo. Es nativo de México y América Central. 

## Distribución y hábitat
Se distribuye por el oeste, sur y sureste de México, de forma discontinua, por Guatemala, Belice, El Salvador, Honduras, Nicaragua hasta el oeste de Costa Rica.
Su hábitat preferencial es la vegetación de manglar por arriba de la línea más alta de las mareas y los bosques secos tropicales y subtropicales.

## Subespecies
Según la clasificación Clements Checklist v.2015, se reconocen las siguientes subespecies, con su correspondiente distribución geográfica:
- - Vireo pallens paluster Moore, 1938 - oeste de México (suroeste de Sonora al sur por la costa hasta Nayarit).

- Grupo politípico ochraceus/semiflavus:
  - Vireo pallens semiflavus Salvin, 1863 - tierras bajas caribeñas del norte de Guatemala, sur de Belice, este de Honduras y este de Nicaragua (Bluefields).
  - Vireo pallens ochraceus Salvin, 1863 - sur de México (sur de Oaxaca) al sur a lo largo de la costa hasta Guatemala y oeste de El Salvador (Puerto El Triunfo).

- - Vireo pallens pallens Salvin, 1863 -  sur de Honduras, oeste de Nicaragua y noroeste de Costa Rica.

El Congreso Ornitológico Internacional (IOC) (Versión 6.2, 2016) también lista las siguientes:
- - Vireo pallens angulensis Parkes, 1990 - Islas Bay (al norte de Honduras).
  - Vireo pallens browningi Phillips, AR, 1991 - sureste de Nicaragua.
  - Vireo pallens nicoyensis Parkes, 1990 - Golfo de Nicoya, en el oeste de Costa Rica.
  - Vireo pallens salvini van Rossem, 1934 - sureste de México (península de Yucatán) y norte de Belice (incluyendo las islas Turneffe).
  - Vireo pallens wetmorei Phillips, AR, 1991 -  El Cayo, en la bahía de Amatique (al norte de Puerto Barrios), en el mar al extremo este de Guatemala.

Algunos autores sugieren la existencia de dos especies plenas, una, conformada por las subespecies del Pacífico: paluster, ochraceus, nominal y nicoyensis, que son monomórficas, y la otra por las subespecies caribeñas: semiflavus, angulensis, browningi, salvini y wetmorei (que exhiben morfos de plumaje gris y amarillo distinto, y que poseen posiblemente vocalizaciones diferentes). La subespecie descrita olsoni, es sinónimo de salvini, y el taxón approximans, antes colocado en ésta, está mejor colocado en Vireo crassirostris o como la especie separada Vireo approximans.